# ごっくん馬路村

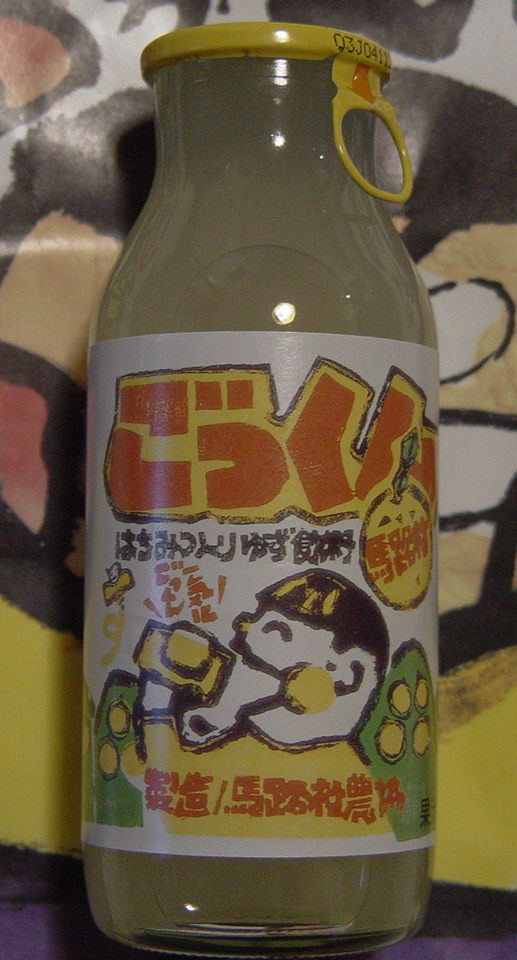
ごっくん馬路村（改良前）

ごっくん馬路村（ごっくんうまじむら）は高知県安芸郡馬路村の馬路村農業協同組合が製造・販売している清涼飲料水である。

## 概要
無農薬の柚子と蜂蜜だけで作られているさわやかな甘みと酸味が特徴の柚子入り飲料。
作り立てが美味しいのでと卸はしておらず、インターネットなどの通信販売と高知県内の量販店、一部物産サテライトで購入できる。一本当たり180ml（税込130円）。賞味期限は瓶入りは4か月、アルミ缶入りは12か月。生産量が限られている為、品薄になる場合がある。

## 歴史
過疎と高齢化に悩んでいた馬路村では、衰退していくかつての主要産業である林業に代わり柚子の生産が盛んで、柚子を使った加工品の開発と販売に以前から力を入れていた。そんな中、1987年（昭和62年）に柚子の大豊作で値崩れが起き、大量の余剰柚子が発生する。農協では柚子を何とかするため消費量をあげようと新商品の開発を始め、試行錯誤の末1988年（昭和63年）ごっくん馬路村が誕生する。コンセプトは「限りなく水に近いジュース」、「自分の子どもに飲ませたい柚子のジュース」であった。
当初それほど売れるとは思っていなかったらしく、当時の村長にも許可を取らずラベルに「馬路村公認飲料」のコピーを入れるなど遊びが入っていた。発売当初は手作りでしかも村内でしか販売しておらずあまり売れていなかったが、パッケージデザイナーの提案で通販とテレビCMを試みたところ火が付き、生産が追いつかないほどのヒット商品となる。成功の要因には村の名前と田舎ののどかなイメージを前面に出した商品名・パッケージデザイン、CM・広告と、村を丸ごとブランド化した戦略があったとされ、他の柚子加工商品とともに馬路村ブランドを作り上げた。
平成2年度の日本の101村展において農産部門賞を受賞した。
2008年4月1日には商品の値上げ、2009年関連商品の「おっきいごっくん馬路村」（250ml）が販売終了、2015年にはキャップをプル式からスクリュー式に変更。2017年、アルミ缶入りを追加。

## 裏話
- ラベルをデザインしたデザイナーは大阪から高知に帰ってきたばかりで、これが高知での初仕事であったという。その後馬路村全体のイメージプランナーとして活躍する。